# Нејвал Акадами (Мериленд)
Нејвал Акадами (енгл. Naval Academy) насељено је место без административног статуса у америчкој савезној држави Мериленд.

## Демографија
По попису из 2010. године број становника је 4.802, што је 538 (12,6%) становника више него 2000. године.
| Група             | 2000.         | 2010.         |
| Белци             | 3.520 (82,6%) | 3.546 (73,8%) |
| Афроамериканци    | 234 (5,5%)    | 247 (5,1%)    |
| Азијати           | 126 (3,0%)    | 183 (3,8%)    |
| Хиспаноамериканци | 296 (6,9%)    | 544 (11,3%)   |
| Укупно            | 4.264         | 4.802         |